# Seekopf (Hohe Tauern)
Ne doit pas être confondu avec Hinterer Seekopf ou Vorderer Seekopf.
Le Seekopf est une montagne qui s’élève à 2 921 m d’altitude dans les Hohe Tauern, en Autriche.